# Johann Friedrich von Elter
Johann Friedrich von Elter, Graf d’Autel (auch: Jean Frédéric d’Autel, * 16. September 1645 in Luxemburg; † 1. August 1716 ebenda) war Gouverneur von Luxemburg.

## Herkunft
Seine Eltern waren Godefroid von Elter d’Autel († 1672) und Apollonie de Larochette.

## Leben
Er war Herr von Lahr, Mersch, Fels (La Rochette), Heffingen, Remich (verkauft 1676), Vogelsang bei Hasselt (gekauft 1695 von der Familie Knyphausen), Nieuwdorp und Waterscheide.
Bereits in jungen Jahren machte er im Militär Karriere und wurde im Jahr 1662 auch Amtmann in Remich und Grevenmacher. Im Jahr 1666 stellte er auf seine Kosten ein kleines Korps auf, das er sechs Jahre später dem Regiment des Grafen von Criechingen anschloss. Er war Sergeant Major im Regiment von Baden und Kriegskommissar im Land Luxemburg. Im Jahr 1675 wurde er dann Oberst. Für seine Dienste erhielt er eine öffentliche Belobigung und Auszeichnungen.
Als er 1678 in den luxemburgischen Adel aufgenommen wurde, besaß er die folgenden Güter: Autel, Leyen, Hauben, Schenck de Scheffeldingen, Faust de Stromberg, Puttlingen, Schoenau, Landsberg, La Rochette, Soetern, Kerpen, Schenk de Schmidtburg, Warsberg, Helmstadt, Schwartzenberg, Schenk de Landsberg
Im Jahr 1680 wurde er Berater des spanischen Königs und am 20. Dezember 1685 erhob ihn König Karl II. in den Grafenstand. Dabei wurde er Graf von Autel als auch Graf von la Rochette und Koerich genannt. Als es zum Krieg zwischen Spanien und Frankreich unter Ludwig XIV. kam, berief man den Grafen als General in den Kriegsrat. Als solcher erhielt er 1697 den Posten des Gouverneurs und Generalkapitäns des Herzogtums Luxemburg sowie die Grafschaft Chiny. 1701 wurde er dort Führer der Bürgerwehr. Für seine Verdienste erhielt er am 19. Dezember 1705 von König Philipp V. den Orden vom Goldenen Vlies. Während des Spanischen Erbfolgekrieges kam er als Generalleutnant in kurpfälzer Dienste, danach wechselte er als Feldmarschallleutnant und Artillerieinspektor in kaiserliche Dienste.

## Nachkommen
Der Graf war nie verheiratet; es sind aber zwei leibliche Kinder bekannt:
- Philippe († 1727), Herr von Betzdorf und Provost von Kloster Echternach
- Marie Dominique († 1713), Nonne im Kloster Marienthal